# Orel ugrabi Ganimeda (Correggio)
Orel ugrabi Ganimeda je slika italijanskega poznorenesančnega umetnika Antonia da Correggia iz okoli leta 1531–1532. Hrani se v Umetnostnozgodovinski muzej, Dunaj v Avstriji.
Delo je bilo del serije o Jupitrovih ljubeznih, ki jo je naslikal Correggio za Federica II. Gonzago v Mantovi. Na sliki je upodobljen Ganimed.

## Zgodovina
Serija Jupitrovih ljubezni je nastala po uspehu slike Venera in Kupid s satirom. Correggio je skupaj naslikal štiri platna, čeprav so bila domnevno načrtovana še druga.
V prvi izdaji svoje knjige Življenja umetnikov biograf pozne renesančne umetnosti Giorgio Vasari omenja le dve sliki, Leda in labod (danes v Gemäldegalerie v Berlinu) in eno Venero (verjetno Danajo, ki je trenutno v galeriji Borghese v Rimu), čeprav ju je poznal samo iz opisov Giulia Romana. Vasari omenja, da je vojvoda Federico II. Gonzaga, želel dela podariti cesarju in španskemu kralju Karlu V.. Dejstvo, da sta bili drugi dve deli, Ganimed ter Jupiter in Io, v Španiji v 16. stoletju, pomeni, da sta bili del iste serije. Britanski umetnostni zgodovinar Cecil Gould je domneval, da je Federico Io in Ganimeda naročil zase in da sta bila predana Karlu V. šele po vojvodovi smrti leta 1540, morda ob poroki kraljevega sina Filipa; drugi domneval, da jih je Federico naročil za Ovidovo sobo v svoji palačo Te.
V letih 1603–1604 je sliko kupil cesar Rudolf II. skupaj s Parmigianinovo sliko Kupid izdeluje svoj lok in jo poslal v Prago. Platno je bilo na Dunaju že od leta 1610, ko je skupaj z Io predstavljeno v habsburških cesarskih zbirkah.

## Opis in slog
Po grškem mitu je bil Ganimed prelep trojanski deček. Jupiter, ki se je vanj zaljubil, je prevzel podobo orla, ga ugrabil, ko je nameraval pasti na gori Idi, in ga odnesel s seboj na Olimp, kjer je postal strežnik bogov: medtem ko je Ksenofont bral moralno alegorijo o premoči uma nad telesom (ime Ganimed je sestavljeno iz grških besed γάνυσθαι, »veseliti se«, in μήδεα, »inteligenca«), za Platona so si mit izmislili Krečani, da bi upravičili odnose med odrasli moški in mladostniki, je do renesanse je ugrabitev Ganimeda postala simbol ekstaze platonske ljubezni, ki »osvobodi dušo njenih fizičnih vezi in jo povzdigne v sfero olimpijske blaženosti«.
Correggiova je prva velika predstavitev mita moderne dobe (istočasno je Michelangelo razmišljal o isti temi za dekoracijo kupole nove zakristije firenške bazilike San Lorenzo, vendar dela ni dokončal). Kakšno interpretacijo mita je dal umetnik, je težko reči: njegova različica teme je, čeprav izjemno čutna, precej neposredna; pes spominja na zemeljsko dejavnost in dejstvo, da je njegova figura izrezana na spodnjem robu kompozicije, ustvarja učinek večje neposrednosti. Skrajni realizem, s katerim je upodobljen orel, heraldična žival v grbu družine Gonzaga in hkrati simbol cesarske oblasti, bi lahko interpretirali kot poklon vojvode Federica Karlu V.
Ikonografija je torej za Correggia predstavljala izziv za razkazovanje svoje veščine. Če je šlo pri Io za upodobitev neotipljive konsistence oblaka, je bila tukaj največja težava prepričljivo upodobiti figuro v letu. Morda takrat v Italiji ali tujini ni bilo umetnika, ki bi bil za takšno nalogo bolj usposobljen kot Correggio. Izkušnje z okraševanjem kupole cerkve sv. Janeza Evangelista in stolnice v Parmi so umetnika naredilo strokovnjaka na tem področju. Natančno iz fresk stolnice je bilo ugotovljeno, da lik Ganimeda izhaja, zlasti iz enega od efebskih angelov, ki letijo na oblakih.
Ostaja Correggiova izredno občutljiva in sončna figurativna invencija, poigrana z nežnimi potezami Ganimeda v letu, z njegovo otroško iznajdljivostjo, z občudovanja vrednim vrtenjem - neprekinjeno premikanim - zornega kota po vertikali vizije in z izjemno dragocenimi barvami. Pravzaprav tehnika tankih, visoko kalibriranih barvnih filmov potrjuje datacijo prizora v ista leta kot Io.